# Camdenveiling
Een Camdenveiling is een veiling van de stoelen voor deelnemers aan een toernooi in een backgammonclub. De opbrengst van de veiling is in principe bestemd voor de prijzenpot van het toernooi. De stoelen worden toegewezen aan degenen die het hoogste willen bieden; het laagste bod dat nog voor een stoel in aanmerking komt bepaalt de prijs van álle stoelen. Elke deelnemer betaalt dus hetzelfde bedrag aan entreegeld, en niemand betaalt meer dan hij of zij zich kan veroorloven. 
De bedoeling van de veiling is:
- dat alle stoelen van het toernooi bezet zijn,
- tegens de hoogste prijs per stoel,
- bij een  gelijke stoelprijs voor elke deelnemer.

## Veilingprocedure
De procedure van de veiling heeft de vorm van een open veiling. De veilingmeester begint de veiling bij een bepaald startbedrag. Dit startbedrag wordt uiteraard zodanig vastgesteld, dat (naar verwachting) meer spelers zich aanmelden voor de veiling dan er stoelen beschikbaar zijn. Telkens als de veilingmeester de prijs van een stoel heeft verhoogd, krijgen de deelnemers de gelegenheid om zich terug te trekken middels de formule: "I'm out". Dit gaat zo door tot er evenveel deelnemers als stoelen zijn. In de tweede fase wordt de veiling voortgezet tot de eerste deelnemer zich meldt die niet meer wil meedoen met het verhogen van de stoelprijs. Nu is ook de stoelprijs vastgesteld.